# 1er régiment d'artillerie à pied (1910-1919)
Pour les articles homonymes, voir 1er régiment.
Pour le 1er régiment d'artillerie à pied ayant existé au XIXe siècle, voir 1er régiment d'artillerie (France).
Le 1er régiment d'artillerie à pied (1er RAP) est un ancien régiment de l'armée française, créé en 1910 à partir du 1er bataillon d'artillerie à pied lui-même issu du 1er bataillon d'artillerie de forteresse créé en 1883. Cette unité destinée à la défense des places fortifiées et qui a participé à la Première Guerre mondiale est dissoute en 1919. Ses traditions sont reprises par le 151e régiment d'artillerie.

## Création et différentes dénominations
- 24 juillet 1883 : création du 1er bataillon d'artillerie de forteresse
- 1893 : dénommé 1er bataillon d'artillerie à pied
- 1er mars 1910 :  devient 1er régiment d'artillerie à pied après regroupement des 16 bataillons d'artillerie à pied[1]
- 1919 : Dissous

## Chefs de corps
- 1883 : chef d'escadron Migurski
- 1885 : chef d'escadron Chanson
- 1888 : chef d'escadron de Mercoeuil
- 1889 : chef d'escadron Pinte
- 1894 : chef d'escadron Abinal
- 1898 : chef d'escadron Lebas

## Historique des garnisons, combats et bataille
Après la guerre de 1870, le nouveau système fortifié du colonel Séré de Rivières consiste en un rideau défensif de places fortes proches des frontières. 
Une loi du 24 juillet 1883 décide la création de 16 bataillons d'artillerie de forteresse (BAF), à six batteries, pour le 1er septembre suivant. Ces bataillons, formés avec toutes les batteries à pied des régiments d'artillerie existant, seront stationnés dans les places frontières et les ports.

### 1erbataillon d'artillerie de forteresse
Le 1er bataillon d'artillerie de forteresse est créé par la loi du 24 juillet 1883 et formé le 1er septembre 1883 avec des batteries fournies par les :
- 11e régiment d'artillerie
- 15e régiment d'artillerie
- 27e régiment d'artillerie

### 1erbataillon d'artillerie à pied
Par décret du 25 juillet 1893, le 1er bataillon d'artillerie de forteresse devient 1er bataillon d'artillerie à pied le 1er janvier 1894.
Il est dissous le 1er mars 1910 lorsque les 18 bataillons d'artillerie à pied sont regroupés en 11 régiments d'artillerie à pied.

### 1errégiment d'artillerie à pied
Le 1er régiment d'artillerie à pied est créé le 1er mars 1910 lorsque les 16 bataillons d'artillerie à pied sont regroupés en 11 régiments d'artillerie à pied. Il occupe les garnisons de Dunkerque, Calais, Boulogne-sur-Mer et Maubeuge.
Au 1er mai 1914, la portion principale du régiment est en garnison à Dunkerque avec une portion à Maubeuge.
La loi du 15 avril 1914 organisa cinq régiments d'artillerie lourde (1er RAL, 2e RAL, 3e RAL, 4e RAL et 5e RAL) comprenant 58 batteries.

Cette organisation sera exécutée à partir du 1er mai 1914 par la transformation de 22 batteries d'artillerie à pied en batteries d'artillerie lourde. 

Ainsi, à la veille de la première Guerre mondiale, les 3e et 7e batteries du 1er régiment d'artillerie à pied entrent dans la formation du 1er régiment d'artillerie lourde.

Durant la première Guerre mondiale, les autres batteries sont affectées à la défense de Dunkerque, Calais, Cherbourg, Le Havre, Bully-les-Mines, Woesten, Coxyde-les-Bains, Iseghem, Nieuport, Nieuwkapelle, La Panne, Carency, Furnes, etc.

## Drapeau
Le 1er régiment d'artillerie à pied reçoit un drapeau en 1910, qui ne porte aucune inscription,.

## Sources et bibliographie
- Historiques des corps de troupe de l'armée française (1569-1900)
- Historique du 1er régiment d'artillerie à pied et 71e RALGP durant la guerre 1914-1918
- Guy François, L'artillerie automobile française : des origines à 1919, Histoire & Collections, 2023, 192 p. (ISBN 9791038013445, présentation en ligne).